# Gavin Andresen
Gavin Andresen (né Gavin Bell) est le scientifique en chef de la Fondation Bitcoin. Il habite à Amherst, Massachusetts,.

## Biographie
Après avoir été diplômé de Princeton University en 1988, Andresen commence sa carrière en travaillant sur un logiciel de modélisation tridimensionnelle chez Silicon Graphics Computer Systems. En 1996, il co-écrit la spécification VRML 2.0, et écrira plus tard le manuel The Annotated VRML 2.0 Reference Manual.
Depuis qu'il a quitté la Silicon Valley en 1996, Andresen a travaillé sur une grande variété de projets informatiques. Il a notamment été directeur de la technologie pour une firme de VoIP, et cofondateur d'une compagnie de jeux en ligne pour les aveugles et leurs amis voyants.
En avril 2011, Forbes cite Andresen: « Bitcoin est conçu pour nous redonner une monnaie décentralisée pour le peuple » et « c'est un peu comme une version améliorée de l'or. »
Il a participé à faire connaître Bitcoin en créant un site web sur lequel il offrait des bitcoins aux visiteurs. C'est ce qu'on appelle un faucet ou robinet à bitcoins en français. Près de 10 000 bitcoins ont été distribués gratuitement jusqu'à sa fermeture en 2012.
Andresen a été le développeur en chef pour le projet de monnaie numérique Bitcoin, travaillant à créer une « monnaie pour l'Internet » sécurisée et stable. Il est même allé présenter le projet dans les bureaux de la CIA comme il le déclare dans un tweet de juin 2011.  Satoshi Nakamoto, créateur du Bitcoin lui a passé le flambeau en décembre 2010, le mois même de sa disparition.
Gavin Andresen n'a néanmoins plus contribué à Bitcoin Core depuis février 2016 et son accès commit GitHub a été révoqué en mai 2016. La raison est qu'à cette date il déclara que le créateur du Bitcoin n'était autre que Craig Wright, un personnage peu apprécié par la communauté Bitcoin. Il se rétractera quelques mois plus tard. Il quitte la Fondation Bitcoin en 2017 pour soutenir une autre crypto-monnaie, le Bitcoin Cash.
Andresen a aussi créé ClearCoin, un service de dépôt fiduciaire, qui a fermé le 23 juin 2011.